# Ys V: Lost Kefin, Kingdom of Sand
Ys V: Lost Kefin, Kingdom of Sand (イースV 失われた砂の都ケフィン) est un jeu vidéo de type action-RPG développé et édité par Nihon Falcom , sorti en 1995 sur Super Nintendo et en 2006 sur PlayStation 2.

## Accueil
- Famitsu : 28/40[1]